# Michael Hauke
Michael Hauke (* 21. Mai 1951) ist ein ehemaliger deutscher Fußballspieler, der in den 1970er und 1980er Jahren Zweitligafußball in Blankenburg (Harz) betrieb. 

## Leben
Bis 1974 spielte Michael Hauke mit der Betriebssportgemeinschaft (BSG) Stahl Blankenburg in der drittklassigen Bezirksliga Magdeburg. Die BSG schloss die Saison 1973/74 als Bezirksmeister ab und qualifizierte sich damit für die zweitklassige DDR-Liga. Zur Aufsteigermannschaft gehörte auch der 23-jährige Stürmer Hauke. Anschließend spielte Hauke mit Stahl Blankenburg neun Spielzeiten lang in der DDR-Liga. Seine bevorzugte Position war die rechte Sturmseite, wo er sich als treffsicherer Torschütze auszeichnete. Siebenmal wurde er Torschützenkönig der Blankenburger und 1978 mit elf Treffern auch bester Torschütze der Ligastaffel C. Insgesamt erzielte er in seinen 178 DDR-Ligaspielen 77 Tore. Seine letzte DDR-Liga-Saison bestritt Hauke 1982/83 im Alter von 31 Jahren, in der er nun hauptsächlich als Mittelstürmer eingesetzt wurde und mit sieben Treffern noch einmal bester Torschütze seiner Mannschaft wurde. Diese schaffte als Tabellenletzter nicht mehr den Klassenerhalt und kehrte ebenso wie Michael Hauke nicht mehr in den höherklassigen Fußball zurück. Hauke spielte noch bis in die 2000er Jahre weiter wettkampfmäßig Fußball bei der Altherrenmannschaft des Blankenburger FV.